# Communauté de communes du Pays Toy
La communauté de communes du Pays Toy   est une ancienne communauté de communes française, située dans le département des Hautes-Pyrénées et la région Occitanie. Elle est dissoute au 31 décembre 2016 et intégrée dans la communauté de communes Pyrénées Vallées des Gaves.

## Communes adhérentes
| Nom               | Code Insee | Gentilé     | Superficie (km2) | Population (dernière pop. légale) | Densité (hab./km2) |
| ----------------- | ---------- | ----------- | ---------------- | --------------------------------- | ------------------ |
| Viella (siège)    | 65463      |             | 3,14             | 82 (2014)                         | 26                 |
| Barèges           | 65481      | Barégeois   | 45,84            | 177 (2014)                        | 3,9                |
| Betpouey          | 65089      | Betpouyens  | 16,20            | 104 (2014)                        | 6,4                |
| Chèze             | 65145      |             | 10,07            | 56 (2014)                         | 5,6                |
| Esquièze-Sère     | 65168      |             | 1,52             | 398 (2014)                        | 262                |
| Esterre           | 65173      | Esterrois   | 1,74             | 190 (2014)                        | 109                |
| Grust             | 65210      |             | 9,52             | 43 (2014)                         | 4,5                |
| Luz-Saint-Sauveur | 65295      | Luzéens     | 50,38            | 983 (2014)                        | 20                 |
| Saligos           | 65399      | Saligosiens | 7,07             | 84 (2014)                         | 12                 |
| Sassis            | 65411      |             | 0,53             | 86 (2014)                         | 162                |
| Sazos             | 65413      |             | 29,38            | 118 (2014)                        | 4                  |
| Sers              | 65424      |             | 29,91            | 101 (2014)                        | 3,4                |
| Viey              | 65469      | Vieysains   | 6,24             | 30 (2014)                         | 4,8                |
| Viscos            | 65478      | Viscosiens  | 6,52             | 40 (2014)                         | 6,1                |
| Vizos             | 65480      | Vizosiens   | 2,56             | 36 (2014)                         | 14                 |

## Démographie
| 2009  | 2011 |
| ----- | ---- |
| 2 642 | -    |

## Liste des Présidents successifs
| Période                                  | Période | Identité           | Étiquette | Qualité                    |
| ---------------------------------------- | ------- | ------------------ | --------- | -------------------------- |
| 2009                                     | 2011    | Jean-Louis Noguère | PRG       | Maire de Sers              |
| 2011                                     | 2014    | Jean-Marie Dupont  |           |                            |
| 2014                                     | 2016    | Laurent Grandsimon | PRG       | Maire de Luz-Saint-Sauveur |
| Les données manquantes sont à compléter. |         |                    |           |                            |

## Compétences
La Communauté de Communes du Pays Toy a pour but d’associer les communes membres d’un espace de solidarité, en vue de l’élaboration d’un projet commun de développement économique et d’aménagement de l’espace.
Elle exerce de plein droit, au lieu et place des communes membres les compétences suivantes : 
1. AMÉNAGEMENT DE L’ESPACE

-	Mise en cohérence des documents d’urbanisme (P.L.U., P.O.S., cartes communales…) et des plans de références, entre les communes du territoire communautaire.
-	Élaboration de diagnostics relatifs aux différentes problématiques de développement et d’aménagement de l’espace communautaire (agriculture, habitat, aires de stationnement, prévention des risques, eau potable, assainissement...). Ces diagnostics devront s’intégrer aux documents réalisés ou en cours de réalisation au niveau supra-territorial.
-	Élaboration et approbation d'une charte de pays et application des procédures de contractualisation (adhésion à la structure porteuse du Pays des Vallées des Gaves).
1. ACTIONS DE DÉVELOPPEMENT ÉCONOMIQUE INTÉRESSANT L’ENSEMBLE DE LA COMMUNAUTÉ

-	Réalisation d’études d’intérêt communautaire destinées à organiser, en partenariat avec les structures compétentes, et dans l’objectif d’une gestion durable et raisonnée, les services publics industriels et commerciaux liés à l’économie touristique locale.
-	Recherche de partenariat et soutien aux actions de valorisation des sites du canton jugés d’intérêt communautaire et bénéficiant d’un classement (Grand site, UNESCO…)
1. PROTECTION ET MISE EN VALEUR DE L’ENVIRONNEMENT, SOUTIEN AUX ACTIONS DE MAÎTRISE DE L'ÉNERGIE

-	Élimination et valorisation des déchets ménagers et assimilés : collecte et traitement, ainsi que la gestion de la décharge de classe III.
-	Soutien et accompagnement de démarches en faveur des énergies renouvelables.
1. COMPÉTENCE FACULTATIVE

-	Adhésion au réseau Relais Assistantes Maternelles (R.A.M.).

## Historique
- Le 13 novembre 1272, Raymond Garcie VII, dit Maziéres, seigneur de Castelloubon, échange avec Eschivat de Chabannes, comte de Bigorre, la vallée de Baretge et ses 17 villages avec toutes ses appartenances[1].

La contrepartie de cet échange sont les terres de Préhac, Bages, Vier, Andrest et Troignan ainsi qu'une rente de vingt-trois sous morlans.
Les dix-sept villages de la vallée de Barèges étaient alors regroupés en quatre vics, le vic du plan, le vic débat, le vic darrélaïgue et le vic de Labadsus.
- Le 30 novembre 2009, Jean-Louis Noguère, maire de Sers est élu premier président[2].